# Tristram Shandy: A Cock and Bull Story
A Cock and Bull Story es una película británica de Michael Winterbottom, basada en la novela inglesa del siglo XVIII La vida y opiniones del caballero Tristram Shandy. En ella los actores interpretan a los personajes de la novela y también se interpretan a sí mismos: el protagonista (Steve Coogan) interpreta a Tristram Shandy, al padre de Tristram y a sí mismo.

## Sinopsis
Se cuenta la vida de Tristram Shandy (en realidad su nacimiento) y los alocados personajes que lo rodean: su padre, su tío, el médico, etc. La segunda parte del film está protagonizada por las vivencias de los actores y el equipo técnico durante el rodaje.